# Panorama Park (Iowa)
Panorama Park – miasto w Stanach Zjednoczonych, w stanie Iowa, w hrabstwie Scott. Zgodnie ze spisem statystycznym z 2000 roku, miasto liczyło 111 mieszkańców.